# 杰克·杰维斯
杰克·马里奥·杰维斯（英語：Jake Mario Jervis；1991年9月17日—）是一位英格蘭足球運動員。在場上的位置是前鋒。他現在效力於英格蘭足球乙級聯賽球隊普利茅斯。

## 球會生涯

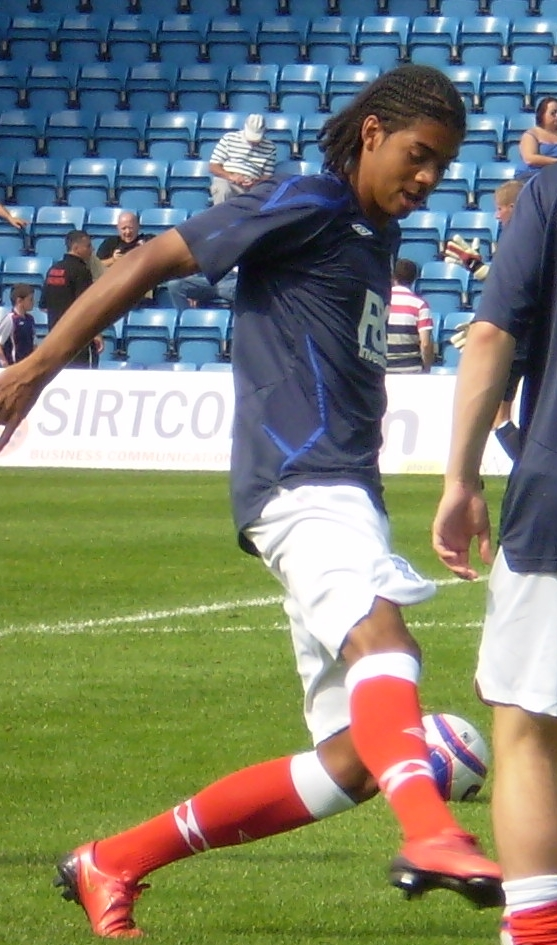
2008年的杰维斯

### 早年
杰维斯最初在狼隊學師，12歲那年轉去谢斯伯利踢球，15歲時轉到伯明翰青年學院。2008年伯明翰預備隊出戰伯明翰高級盃的比賽中，他在下半場換入並贏得該比賽。2009年，他亦助青年隊打進英格蘭青年足總盃半決賽。

### 伯明翰城

#### 2009/10球季
杰维斯在預備賽連續三場比賽打進3球後，在2010年1月23日獲得一隊上場機會，作客愛華頓的英格蘭足總盃比賽中克里斯蒂安·贝尼特斯入替，踢了11分鐘使球隊以2-1晉級。。杰维斯在2010年3月與球會簽下職業合約，為期兩年半，一星期後被外借到英乙的靴尔福特联一個月，以獲得比賽經驗。由於簽約時間關係，他未與新隊友操練便入獲3月20日對布拉德福德城的陣容，在70分鐘入替並打進一球，助球隊以2-0取勝。緊接的第二場比賽，他主射點球助球隊2-1擊敗切斯特菲尔德。一個月後，他回到伯明翰城，外借期間共上場7次。

#### 2010/11球季
在2010/11球季開結前，杰维斯被外借到剛晉級至英甲的諾士郡，為期至2011年1月。外借初期獲得穩定上場機會，但大多是替補上場，保罗·因斯自10月成為球會教練後，他之後只獲得1次上場機會。2011年1月，他被外借回靴尔福特联一個月。

#### 201/12球季
季初由於球隊三名前鋒尼古拉·日吉奇、馬龍·京治和卡梅隆·杰罗梅均因傷缺陣，杰维斯因而入選8月歐洲聯賽盃資格賽對國民體育會_的20人名單，在首回合以替補身份觀戰後，次回合在89分鐘入替克里斯·伍德，球隊最終以3-0獲勝晉級小組賽。
9月29日，他被外借到英乙斯温登一個月。翌日他首次代表新球會上場，在2-0落後马科斯菲尔德期間入替上場。對埃克塞特城的比賽，杰维斯梅開二度使球隊以2-1晉級[[英格蘭聯賽錦標}]]八強。之後外借期延長至12月30日，並在各項賽事14戰5球成績回到伯明翰。
2012年1月1日，普雷斯顿成為他的新外借地點，為期28天。翌日便成為了對罗奇代尔的先發一員，打進一球助球隊取得1分。月底他回到母會，期間共出戰5場打進2球。
在伯明翰作客車路士的英格蘭足球盃比賽，他在71分鐘入替亞當·魯尼，球隊最終以1-1保住和局。季後杰维斯與球會續約一年。

#### 2012/13球季
2012年8月22日，他被外借到卡莱尔联一個月。三天後上場參加朴茨茅斯的比賽並打進一球，最終以4-2完場。回到伯明翰後，由於英甲球會特兰米尔流浪者的首席射手让-路易.阿克帕.阿克普洛因傷缺陣三個月，杰维斯於是被外借到那裡。10月20日是他在新東家的首場比賽日，雖然他打進一球，但球隊仍以3-1不敵伯恩茅斯，而杰维斯本人更在比賽中踝傷缺陣兩星期，復出後再上場4次，沒有進球。外借結束成，他再度人球，被外借到朴茨茅斯一個月，上場3次打進1球後，外借到延長至2013年1月4日，但兩天後因為彼得·洛文克蘭斯和馬龍·京治受傷而被召回。12月29日他首次代表伯明翰一隊上場，在博尔顿領先3-1時入替換下卡勒姆·賴利。

### 埃拉澤
2013年1月，杰维斯永久轉會至土耳其足球超级联赛聯賽副班長埃拉泽，簽約3年半。首場比賽作客對費倫巴治便在11分鐘先開紀錄，費倫巴治在臨完場前打進一球追平，最終以2-2完場。之後他再上場2次，便因斷腳而缺陣，康復後只參加了一場比賽，而球會並沒有支付他薪金。2013年9月，他與球會的合約正式解除。

### 朴茨茅斯
杰维斯他與谢菲尔德联、考文垂和朴茨茅斯跟操。谢菲尔德联有意簽下他，但因為杰维斯仍與土耳其有約在身而作罷。即使轉會窗關閉後，FIFA指因為埃拉澤註冊了杰维斯而無法在2014年以前轉會。2014年1月9日，他與朴茨茅斯簽約至季末。

### 罗斯郡
2014年6月7日，杰维斯與罗斯郡簽約一年 ，首戰便取得進球，但仍以2-1不敵圣庄士东。

### 普利茅斯
2015年6月29日，杰维斯與普利茅斯簽約一年，重新與在罗斯郡時簽下他的教練德里克‧亚当斯共事。2015年8月18日，他打進首顆進球以4-1擊敗卡莱尔联。

## 榮譽
伯明翰城
- 伯明翰高級盃冠軍：2008

## 外部連結
- 足球数据库：Jake Jervis的球员统计数据
- Soccerway資料庫：Jake Jervis